# Christian Gytkjær
Christian Gytkjaer (Roskilde, 6 mei 1990) is een Deense profvoetballer die doorgaans als spits speelt. Hij verruilde TSV 1860 München in juli 2017 voor voor Lech Poznań. Gytkjaer debuteerde in 2016 in het Deens voetbalelftal.

## Carrière
Gytkjaers voetballoopbaan begon bij FC Roskilde. Hij verhuisde in 2005 naar Lyngby BK. In 2007 mocht hij samen met zijn broer Frederik Gytkjaer op proef komen bij Liverpool. In de zomer van 2008 werd Gytkjaer bij het eerste gehaald van Lyngby en tekende hij een tweejarig contract. Op 2 februari 2010 tekende hij een driejarig contract bij FC Nordsjaelland. In zijn eerste seizoen speelde hij negentien wedstrijden. De volgende twee seizoenen verliepen moeizaamer, mede door blessures en korte verhuurbeurten aan Akademisk BK en Sandnes Ulf.
Op 23 januari 2013 tekende Gytkjaer voor drie jaar bij Haugesund FK. Hij speelde alle drie seizoenen een belangrijke rol in het team en was gemiddeld goed voor tien doelpunten per seizoen. Op 6 januari 2016 tekende hij bij Rosenborg BK, als opvolger van Alexander Søderlund. In zijn eerste jaar (2016) bij Rosenborg BK won Gytkjær met zijn club de landstitel en werd hij  met negentien goals topscorer van de Noorse competitie.

## Erelijst
FC Nordsjaelland
- Deense Superligaen 2011/12
- Deense voetbalbeker 2010/11

 Rosenborg BK
- Noorse Tippeligaen 2016
- Noorse beker 2016
- Noors topscorer 2016